# Γ-Konvergenz
In der Variationsrechnung bezeichnet Γ-Konvergenz (Gamma-Konvergenz) eine spezielle Konvergenzart für Funktionale. Sie wurde von Ennio De Giorgi eingeführt. Ursprünglich wurde sie als G-Konvergenz bezeichnet, da sie für greensche Funktionale entwickelt wurde. Der Begriff Γ-Konvergenz entstand durch die Verallgemeinerung dieses Konvergenzbegriffes.

## Definition
Sei {\displaystyle X} ein topologischer Raum und {\displaystyle (F_{n})} eine Folge von Funktionalen {\displaystyle F_{n}:X\rightarrow [0,\infty ]} auf {\displaystyle X}. Die Folge {\displaystyle (F_{n})} konvergiert im Sinne der Γ-Konvergenz gegen den Γ-Grenzwert {\displaystyle F:X\rightarrow [0,\infty ]}, falls die folgenden zwei Bedingungen gelten:
- Für jede konvergente Folge {\displaystyle (x_{n})} in {\displaystyle X} mit Grenzwert {\displaystyle x\in X} gilt

{\displaystyle F(x)\leq \liminf _{n\to \infty }F_{n}(x_{n}).}
- Zu jedem {\displaystyle x\in X} gibt es eine Folge {\displaystyle (x_{n})} in {\displaystyle X}, die gegen {\displaystyle x} konvergiert und

{\displaystyle F(x)\geq \limsup _{n\to \infty }F_{n}(x_{n})}
erfüllt.
Die erste Bedingung bedeutet, dass {\displaystyle F} eine „gemeinsame asymptotische untere Schranke“ für die {\displaystyle F_{n}} ist; die letztere Bedingung hingegen garantiert die Optimalität.

## Eigenschaften
- Minimierer konvergieren gegen Minimierer: Eine Folge {\displaystyle (x_{n})} heißt Minimalfolge für {\displaystyle (F_{n})}, falls

{\displaystyle \lim _{n\rightarrow \infty }\left(F_{n}(x_{n})-\inf\{F_{n}(y)\ |\ y\in X\}\right)=0}.
Falls nun {\displaystyle (F_{n})} gegen {\displaystyle F} Γ-konvergiert und {\displaystyle (x_{n})} eine Minimalfolge für {\displaystyle (F_{n})} ist, so ist jeder Häufungspunkt {\displaystyle x} von {\displaystyle (x_{n})} ein Minimierer von {\displaystyle F}, d. h.
{\displaystyle F(x)=\inf\{F(y)\ |\ y\in X\}}.
- Γ-Grenzwerte sind stets unterhalbstetig.
- Γ-Konvergenz ist stabil unter stetiger Störung: Falls {\displaystyle (F_{n})} gegen {\displaystyle F} Γ-konvergiert und {\displaystyle G:X\rightarrow [0,\infty )} stetig ist, dann ist {\displaystyle (F_{n}+G)} Γ-konvergent gegen {\displaystyle F+G}.
- Eine konstante Folge von Funktionalen {\displaystyle F_{n}\equiv F} muss nicht notwendigerweise gegen {\displaystyle F} Γ-konvergieren, sondern gegen die Relaxation von {\displaystyle F}, nämlich das größte unterhalbstetige Funktional unterhalb von {\displaystyle F}.

## Anwendungen
Eine wichtige Anwendung findet die Γ-Konvergenz in der Homogenisierungstheorie und der Dimensionsreduktion. Sie kann auch benutzt werden, um eine rigorose Begründung für den Übergang von diskreten zu kontinuierlichen Modellen zu liefern, beispielsweise bei der Elastizitätstheorie. Weitere Anwendungsgebiete sind im Bereich von Phasenübergängen und Program Slicing zu finden. In der Optimierung dient die Γ-Konvergenz oftmals dazu, die Approximierbarkeit von Lösungen eines Optimierungsproblems durch Lösungen von regularisierten Optimierungsproblemen sicherzustellen.

## Verwandte Konvergenzbegriffe
Ein auf  Banachräumen verwandter Konvergenzbegriff ist die Mosco-Konvergenz, die äquivalent ist zu gleichzeitiger Γ-Konvergenz bezüglich der Normtopologie und der  schwachen Topologie.